# 최창식 (1940년)
최창식(崔昌植, 1940년 4월 11일 - )은 조선민주주의인민공화국의 정치인이다. 전 내각 보건상 겸 최고인민회의 제12기 대의원이다.

## 경력
1940년 일제강점기에 태어나 평양의과대학에서 임상약리학을 공부했다. 1990년 3월 보건부 부부장을 거쳐 1992년 6월 조선적십자회 중앙위원회 부위원장을 지냈다. 1994년 5월 조선반핵평화협의회 위원장, 1998년 11월 보건성 부상을 맡았다. 2000년 6월 조선의학협회 중앙위원회 위원장에 임명되었으며, 2005년 8월 8.15민족대축전 북한 당국대표단 대표를 맡았다. 2006년 10월부터 2013년 4월까지 내각 보건상으로 재임했다. 2006년 12월 조-중 친선협회 중앙위원회 위원장, 2007년 5월 조선금연위원회 위원장을 각각 지냈다.

## 최고인민회의 대의원
2009년 4월 최고인민회의 제12기 대의원으로 선출되었다.